# Kanton Toulouse-8
Kanton Toulouse-8 (francouzsky Canton de Toulouse-8) je francouzský kanton v departementu Haute-Garonne v regionu Midi-Pyrénées. Tvoří ho 10 obcí.

## Obce kantonu
- Balma
- Beaupuy
- Drémil-Lafage
- Flourens
- Mondouzil
- Mons
- Montrabé
- Pin-Balma
- Quint-Fonsegrives
- Toulouse (čtvrtě Bonhoure, Cité de l'Hers, Côte Pavée, Guilhemery, Montplaisir a Moscou)